# Robert Taft (chimiste)
Pour les articles homonymes, voir Taft.
Robert Taft, né en 1894 à Tokyo et mort le 22 septembre 1955 à Lawrence (Kansas) dans le Kansas aux États-unis, est un universitaire américain, professeur de chimie, et auteur d'ouvrages sur la photographie et l'art.

## Biographie
Robert Taft naît en 1894 au Japon ; il grandit aux États-Unis. En 1925, il obtient un Ph.D. en chimie à l'université du Kansas.
Il est professeur de chimie à l'université du Kansas de 1922 à sa mort. Il fait autorité dans le domaine de l'électrodéposition des métaux et est l'auteur ou le co-auteur de nombreux articles de chimie physique, mais c'est surtout son activité professionnelle qui lui vaut la reconnaissance de l'État et du pays.
Robert Taft meurt le 22 septembre 1955.

## Publications
- (en) Photography and the American Scene, A Social History 1839-1889, New York, Macmillan company, 1938, 546 p.[3].
- Artists and Illustrators of the Old West, 1850–1900, New York, Charles Scribner's Sons, 1953.